# محاكم الكويت
تنقسم المحاكم في الكويت إلى قسمين: محاكم عادية ومحاكم خاصة وتنص المادة 162 من الدستور الكويتي على أن:
| ” | شرف القضاء ونزاهة القضاة وعدلهم أساس الملك وضمان للحقوق والحريات | “ |

كما نص الدستور في المادة 136 على استقلالية القضاء والقاضي، كما يُمنح القضاة حصانة ما عدا في حالات الجريمة المشهودة.

## المحاكم العادية
وهي المحاكم التي تنظر في قضايا الحياة اليومية، ومنها:
- القضايا التجارية
- القضايا المدنية
- القضايا الجزائية
- مسائل الأحوال الشخصية
- القضايا الإدارية

كما تنقسم المحاكم العادية في الكويت إلى ثلاث درجات:

### محاكم الدرجة الأولى
المحاكم الجزئية
تختص بالقضايا البسيطة، وتتكون من قاضٍ واحد.
المحاكم الكلية
تختص بباقي القضايا، وتتكون عادة من ثلاثة قضاة مع جواز أن تكون بقاضٍ واحد.

### محكمة الاستئناف العليا
تختص بالنظر في الطعون المقدمة ضد أحكام محاكم الدرجة الأولى، وهي تتكون من عدة دوائر وكل دائرة تتكون من ثلاثة مستشارين.

### محكمة التمييز
تتكون من عدة دوائر، وتضم كل دائرة خمسة مستشارين، وتعد أعلى محكمة في القضاء العادي وتنظر في الطعون المقدمة ضد محكمة الاستئناف.

## المحاكم الخاصة

### محكمة الوزراء
تختص بالنظر بالقضايا المقدَّمة ضد الوزراء، وتنص المداة 132 من الدستور الكويتي على:
| ” | يحدد قانون خاص الجرائم التي تقع من الوزراء في تأدية أعمال وظائفهم ويبين إجراءات اتهامهم و محاكمتهم و الجهة المختصة بهذه المحاكمة, وذلك دون إخلال بتطبيق القوانين الأخرى في شأن ما يقع منهم من أفعال أو جرائم عادية, و ما يترتب على أعمالهم من مسؤولية مدنية | “ |

### المحكمة الدستورية
تختص بمراقبة دستورية القوانين، مثل دستورية قرارات حل مجلس الأمة.

### المحاكم العسكرية
تختص بمحاكمة العسكريين ورجال الأمن.

### المحاكم العرفية
يمكن أن تُنشأ عند قيام الأحكام العرفية وذلك للنظر في الجرائم التي استدعت قيام الأحكام العرفية، وتؤلف من قضاة وضباط عسكريين، وأحكامها غير قابلة للطعن.
الأحكام الصادرة من المحكمة العرفية لا تصبح نهائية وواجبة التنفيذ إلا بعد اعتمادها من قبل السلطة القائمة على أمر الأحكام العرفية.
تنتهي هذه المحاكم بانتهاء الأحكام العرفية.